# ヴォルフガング・ホールバイン
ヴォルフガング・ホールバイン（Wolfgang Hohlbein、1953年8月15日 - ）はドイツの小説家、ホラー、SF、ファンタジーを中心に執筆している。ノルトライン＝ヴェストファーレン州ノイス在住。
妻ハイケも小説家であり、共著者として、また作品のアイディアの提供者として、作品に名を連ねている。彼は、妻は自身の作品に「フェアリーテール・マジック」を与えてくれると述べている。
ドイツでもっとも多作なファンタジー作家の一人として知られており、その著作は200を越え、ドイツで延べ3500万部を売り上げる。作品の多くが様々な言語に翻訳されているが、長年インディ・ジョーンズの作品を除いては英語には翻訳されていなかった。しかし2006年遂に『メルヘンムーン』が英訳されアメリカで出版された。

## 経歴
15歳の時から短編の執筆を行っており、1982年ウィーンの出版社が開催したコンテストに、妻との共著で『メルヘンムーン』を応募。1等を得てデビュー。刊行後たちまちベストセラーとなり、いくつもの賞を得る。以来夫妻の共著、あるいは単独で、次々とファンタジー、SF、怪奇・ホラー小説、歴史小説などを発表している。

## 作品リスト
ヴォルフガング・ホールバインの作品（ドイツ語版）

### 子供向け

#### 短編
- あくまくん (Teufelchen 1997) - ハイケ・ホールバイン共著） ISBN 978-4198614058

### ファンタジー

#### シリーズ
メルヘンムーン (Märchenmond)
ハイケ・ホールバイン共著。
日本語版は1巻のみ発売済。
- メルヘンムーン (Märchenmond, 1983) ISBN 978-4566024175
- Märchenmonds Kinder (1990)
- Märchenmonds Erben (1998)
- Das Märchen von Märchenmond (1999)
- Die Zauberin von Märchenmond (2005)

### サイエンス・フィクション

#### シリーズ
ノーチラス号の冒険 (Operation Nautilus)
海洋冒険ファンタジーであり、ジュール・ヴェルヌの作品『海底二万里』の続編である。ドイツで300万部のベストセラーとなった。
ヴェルヌが書いた続編『神秘の島』で明かされた設定も使っているが、話はつながらないので、『神秘の島』のさらに続編と言うわけではない。
この物語は、第一次世界大戦の時代、伝説の英雄ネモ船長の忘れ形見である主人公とその仲間達が、伝説の潜水艦ノーチラス号と失われたアトランティス文明の謎を解き明かしていく冒険譚である。
日本語版は全巻発売中。
- 1巻 忘れられた島 (Die Vergessene Insel, 1993) ISBN 978-4-422-93231-6
- 2巻 アトランティスの少女 (Das Mädchen von Atlantis, 1994) ISBN 978-4-422-93232-3
- 3巻 深海の人びと (Die Herren der Tiefe, 1994) ISBN 978-4-422-93233-0
- 4巻 恐竜の谷 (Im Tal der Giganten, 1994) ISBN 4-422-93234-9
- 5巻 海の火 (Das Meeresfeuer, 1995) ISBN 978-4-422-93235-4
- 6巻 黒い同胞団 (Die schwarze Bruderschaft, 1995) ISBN 978-4-422-93236-1
- 7巻 石と化す疫病 (Die steinerne Pest, 1996) ISBN 978-4-422-93237-8
- 8巻 灰色の監視者 (Die Grauen Wächter, 1997) ISBN 978-4-422-93238-5
- 9巻 失われた人びとの街 (Die Stadt der Verlorenen, 1998) ISBN 978-4-422-93239-2
- 10巻 火山の島 (Die Insel der Vulkane, 1999) ISBN 978-4-422-93240-8
- 11巻 氷の下の街 (Die Stadt unter dem Eis, 2000) ISBN 978-4-422-93241-5
- 12巻 ノーチラス号の帰還 (Die Rückkehr der Nautilus, 2002) ISBN 978-4-422-93242-2